# Zelotes manzae
Zelotes manzae är en spindelart som först beskrevs av Embrik Strand 1908.  Zelotes manzae ingår i släktet Zelotes och familjen plattbuksspindlar.
Artens utbredningsområde är Kanarieöarna. Inga underarter finns listade i Catalogue of Life.